# Geografia das Ilhas Pitcairn

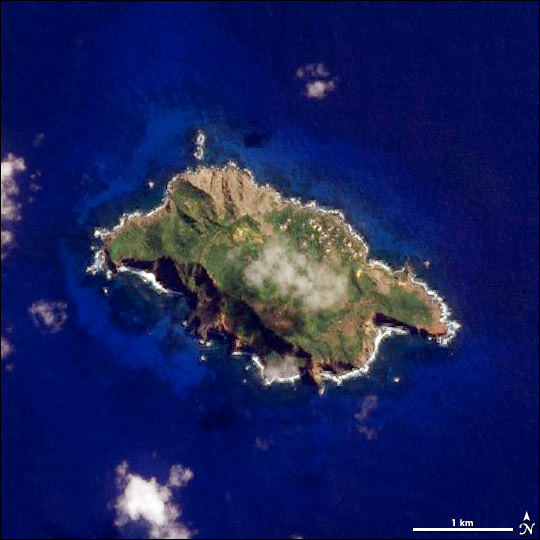
Ilha Pitcairn vista de satélite.

As Ilhas Pitcairn consiste de cinco ilhas: Ilha Pitcairn, Ilha Sandy, Ilha Oeno, Ilha Henderson e Ilha Ducie:
- Ilhas Pitcairn e seu grupo de ilhas
- Ilha Pitcairn (ilha principal)
- Ilha Henderson
- Ilha Ducie
- Ilha Oeno e suas ilhas associadas
- Ilha Sandy

Ilha Pitcairn é uma elevada ilha vulcânica. Henderson é uma elevada ilha de coral. Ducie e Oeno são atóis de coral. Ilha Sandy está localizada no mesmo atol com Oeno.
A única ilha habitada, Pitcairn, tem uma área de 5 km² e uma densidade populacional de 10 habitantes/km²; ela é a única acessível por barco através da Baía Bounty.
As outras ilhas estão a uma distância de mais de 100 km.
1. ↑  ambrosi